# Макколл, Иан (футболист)
Джон Ми́ллер Макколл (англ. John Miller McColl; 7 июня 1927, Александрия, Данбартоншир — 25 октября 2008, Шотландия) — шотландский футболист и футбольный тренер, играл на позиции защитника. Участник чемпионата мира 1958 года.

## Биография

### Ранние годы
Он был внуком футболиста Уильяма Макколла. В 1943 году был принят в академию «Куинз Парк» и потом поступил в Университет Глазго, чтобы изучать гражданское строительство.

### Клубная карьера
В июне 1945 года Макколл присоединился к клубу «Рейнджерс». Дебютировал 16 августа 1945 года в матче против «Партик Тисл», который завершился победой «Рейнджерс» со счётом 4:2. В составе «светло-синих» Макколл выиграл 7 чемпионских титулов, 5 Кубков Шотландии и 2 Кубка шотландской лиги. Всего в общей сложности сыграл за «Рейнджерс» 647 матчей, а также был частью «железного занавеса» — так пресса называла группу защитников «Рейнджерс» и вратаря Бобби Брауна за их действия при защите собственных ворот.

### Карьера в сборной
Дебютировал за сборную Шотландии 15 апреля 1950 года в матче против сборной Англии; Шотландия проиграла матч со счётом 0:1.
Вошёл в состав сборной на чемпионат мира 1958 года, но весь турнир просидел на скамейке запасных и на поле так и не вышел. Всего сыграл за сборную Шотландии 14 матчей и не забил ни одного гола.

### Тренерская карьера
С 1960 по 1965 год в качестве главного тренера возглавлял сборную Шотландии. Во главе национальной сборной Макколл показал один из лучших результатов, проиграв 8 из 28 матчей. Сборная Шотландии не смогла квалифицироваться на чемпионат мира 1962 года.
С 1965 по 1968 год возглавлял «Сандерленд», который в те годы совершал большие затраты на трансферы. Однако с «чёрными котами» он высоких успехов так и не достиг и в 1968 году покинул команду.

### Смерть
Скончался 24 октября 2008 года в Глазго в возрасте 81 года.

## Достижения
«Рейнджерс»
- Чемпион Шотландии (7) : 1946/47, 1948/49, 1949/50, 1952/53, 1955/56, 1956/57, 1958/59
- Обладатель Кубка Шотландии (5) : 1947/48, 1948/49, 1949/50, 1952/53, 1959/60
- Обладатель Кубка шотландской лиги (2) : 1946/47, 1948/49